# Municipio de Ryno
El municipio de Ryno (en inglés: Ryno Township) es un municipio ubicado en el condado de Custer en el estado estadounidense de Nebraska. En el año 2010 tenía una población de 93 habitantes y una densidad poblacional de 0,66 personas por km².

## Geografía
El municipio de Ryno se encuentra ubicado en las coordenadas 41°21′50″N 99°48′51″O / 41.36389, -99.81417. Según la Oficina del Censo de los Estados Unidos, el municipio tiene una superficie total de 140.38 km², de la cual 140,37 km² corresponden a tierra firme y (0,01 %) 0,01 km² es agua.

## Demografía
Según el censo de 2010, había 93 personas residiendo en el municipio de Ryno. La densidad de población era de 0,66 hab./km². De los 93 habitantes, el municipio de Ryno estaba compuesto por el 100 % blancos. Del total de la población el 0 % eran hispanos o latinos de cualquier raza.